# انتخابات فدرال آلمان (۱۹۴۹)
انتخابات فدرال در ۱۴ اوت ۱۹۴۹ در آلمان غربی برای انتخاب اعضای اولین بوندستاگ برگزار شد،(با انتخاب هشت کرسی دیگر در برلین غربی بین ۱۹۴۹ و ژانویه ۱۹۵۲ و یازده کرسی دیگر بین فوریه ۱۹۵۲ و ۱۹۵۳). این اولین انتخابات آزاد فدرال در آلمان غربی از سال ۱۹۳۳ و اولین انتخابات پس از تقسیم کشور بود.
حزب اتحادیه یک دولت ائتلافی راست میانه با حزب دموکرات آزاد و حزب آلمان تشکیل داد.

## رقابت‌های انتخاباتی
پس از جنگ جهانی دوم، قرارداد تسلیم آلمان و تقسیم کشور به چهار منطقه اشغالی متفقین، انتخابات جمهوری فدرال آلمان، که بر اساس قانون اشغال در سه منطقه غربی برگزار می شد و با اعلام قانون اساسی آن توسط شورای پارلمانی (Parlamentarischer Rat)، مجمع ایالت های آلمان غربی در ۲۳ مه ۱۹۴۹ تحت قانون اشغال در سه منطقه غربی تأسیس شد. اکثر احزاب آلمان غربی در زمان انتخابات بوندستاگ در سال ۱۹۴۹ متعهد به دموکراسی بودند، اما در مورد اینکه آلمان غربی باید به چه نوع دموکراسی تبدیل شود، اختلاف نظر داشتند.

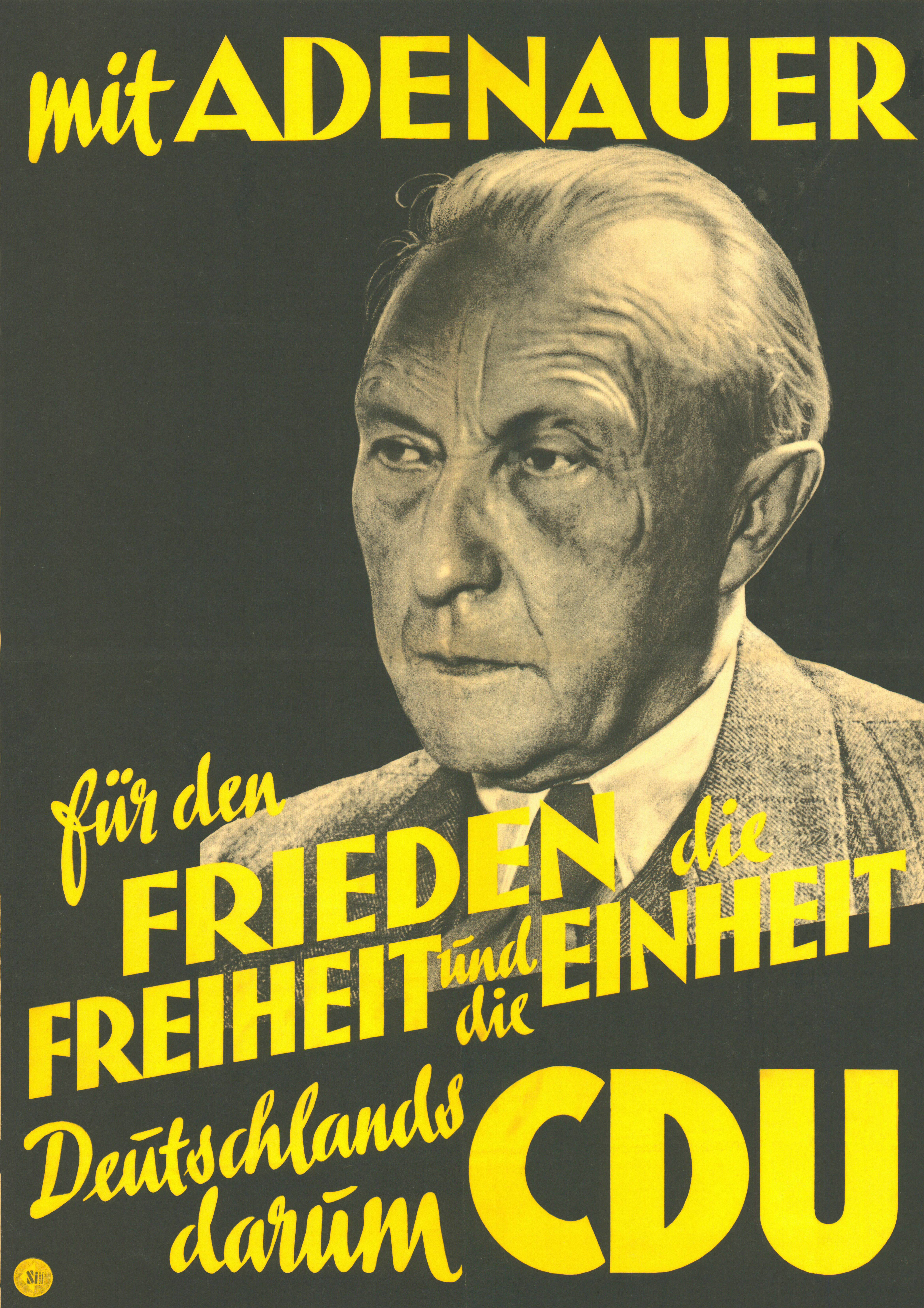
پوستر انتخاباتی اتحادیه: با آدناوئر برای صلح، آزادی و وحدت در آلمان.

رهبر حزب دموکرات مسیحی، کنراد آدناوئر ۷۳ ساله، شهردار سابق کلن و رئیس حزب در منطقه بریتانیا از مارس ۱۹۴۶، به میانه روی، غیر فرقه گرایی و دموکراسی مسیحی، اقتصاد بازار اجتماعی و اتحاد با غرب اعتقاد داشت. در سال ۱۹۴۸ او رئیس (Parlamentarischer Rat) شد، منصبی که بر محبوبیت او به عنوان قهرمان "دولت آینده" افزود. او به سوسیال دموکراسی و بریتانیا، به ویژه، برچیدن صنعت حمله کرد.

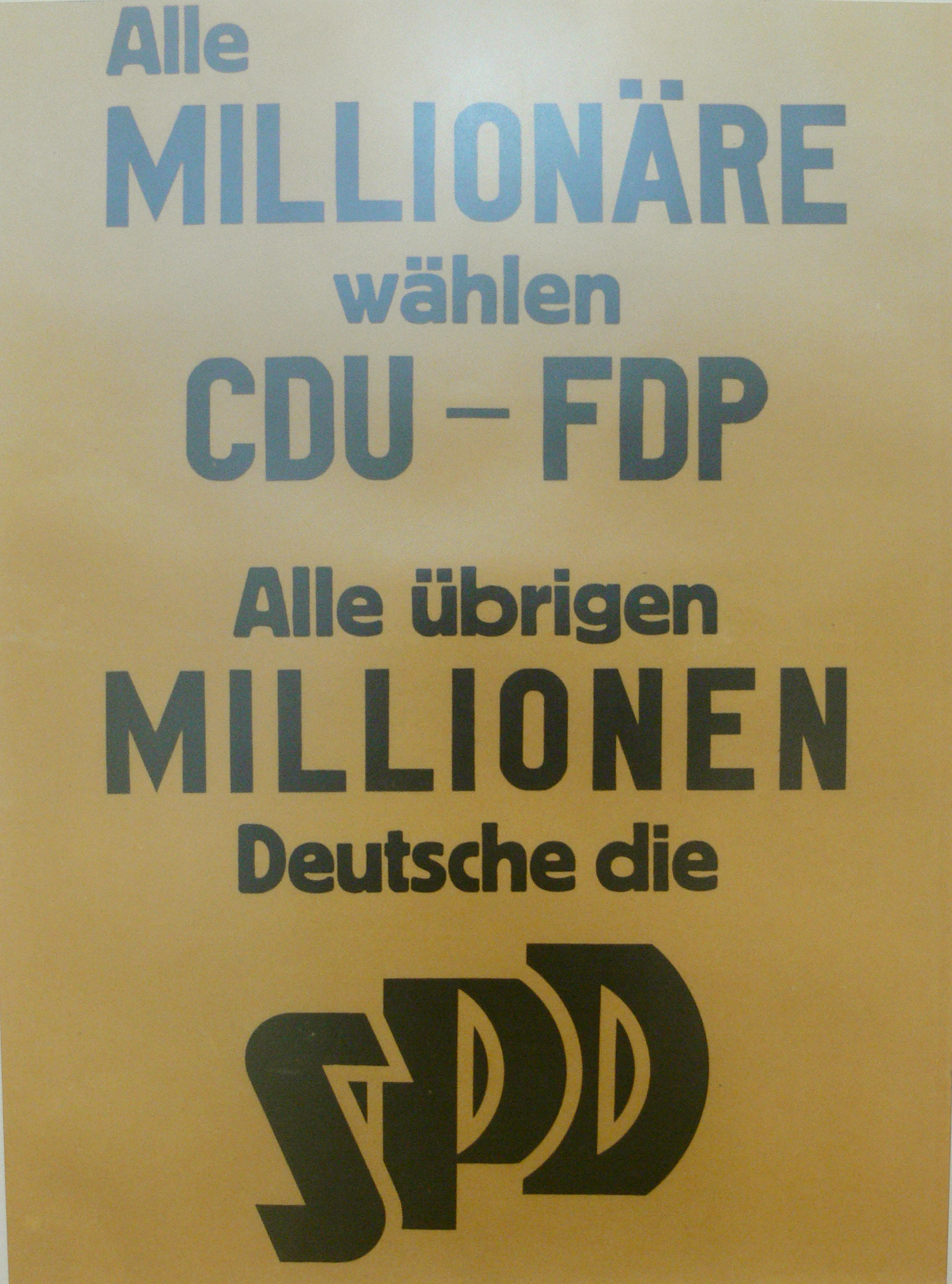
پوستر انتخاباتی حزب سوسیال دموکرات: همه میلیونرها به اتحادیه-دموکرات آزاد رأی می دهند. همه میلیون ها آلمانی دیگر به حزب سوسیال دموکرات

کورت شوماخر رهبر حزب سوسیال دموکرات خواهان آلمانی متحد، دموکراتیک و سوسیالیست بود. شوماخر به شدت علیه ادغام اجباری حزب کمونیست و حزب سوسیال دموکرات (هر دو در منطقه تحت اشغال شوروی) در حزب اتحاد سوسیالیستی آلمان معترض بود و همچنین مسیر حزب را از گروه مدافع طبقه کارگر در دوران جمهوری وایمار به سمت یک حزب خیمه بزرگ چپ با ویژگی‌های میهنی متمایز، تبدیل کرده بود. او دائماً آدناوئر را به خیانت به منافع ملی متهم کرد که در نهایت در جلسه ۲۵ سپتامبر ۱۹۴۹ بوندستاگ به او گفت: "صدراعظم متفقین!". شوماخر کلیسای کاتولیک را مورد انتقاد قرار داد و آن را پنجمین قدرت اشغالگر نامید و از آموزش مذهبی انتقاد کرد.

## نتایج
در نهایت و با ناامیدی بزرگ برای سوسیال دموکرات ها، اتحادیه با ۳۱٫۰ درصد نسبت به سوسیال دموکرات با ۲۹٫۲ درصد از آرا، از آنها پیشی گرفت.در آلمان غربی شرکت کنندگان به اندازه کافی از آدناوئر و هم ائتلافی های - لیبرال (دموکرات‌های آزاد) و محافظه‌کار (حزب آلمان) - دولت او در برابر سیاست‌های شوماخر و سایر چپ‌گرایان، برای تشکیل اکثریت جزئی نمایندگان احزاب راست میانه حمایت کردند.
برای ورود به بوندستاگ، یک حزب باید حداقل در یکی از ایالت ها از آستانه ۵ درصد عبور می کرد یا حداقل در یک حوزه انتخاباتی پیروز می شد. ده حزب موفق شدند. تعدادی از اعضای بدون حق رای (انتخاب شده در ۱۹۴۹ :۲ اتحادیه ، ۵ سوسیال دموکرات ، ۱ دموکرات‌ آزاد ؛انتخاب شده در فوریه ۱۹۵۲ :۳ اتحادیه ، ۴ سوسیال دموکرات ، ۴ دموکرات‌ آزاد  ) هم به طور غیرمستقیم توسط مجلس مقننه برلین غربی (Stadtverordnetenversammlung) انتخاب شدند. تحت‌الحمایه زار فرانسه در این انتخابات شرکت نکرد.
۴۱ نفر از اعضای منتخب بوندستاگ پناهنده بودند.
|                        |                                |            |        |        |        |        |        |        |
| حزب                    | حزب                            | آراء       | ٪      | کرسی‌ها | کرسی‌ها | کرسی‌ها | کرسی‌ها | کرسی‌ها |
| حزب                    | حزب                            | آراء       | ٪      | حوزه‌ای | فهرستی | کل     |        |        |
|                        | سوسیال دموکرات                 | ۶٬۹۳۴٬۹۷۵  | ۲۹٫۲۲  | ۹۶     | ۳۵     | ۱۳۱    |        |        |
|                        | دموکرات مسیحی                  | ۵٬۹۷۸٬۶۳۶  | ۲۵٫۱۹  | ۹۱     | ۲۴     | ۱۱۵    |        |        |
|                        | دموکرات‌ آزاد                   | ۲٬۸۲۹٬۹۲۰  | ۱۱٫۹۲  | ۱۲     | ۴۰     | ۵۲     |        |        |
|                        | اتحادیه سوسیال-مسیحی           | ۱٬۳۸۰٬۴۴۸  | ۵٫۸۲   | ۲۴     | ۰      | ۲۴     |        |        |
|                        | کمونیست                        | ۱٬۳۶۱٬۷۰۶  | ۵٫۷۴   | ۰      | ۱۵     | ۱۵     |        |        |
|                        | حزب بایرن                      | ۹۸۶٬۴۷۸    | ۴٫۱۶   | ۱۱     | ۶      | ۱۷     |        |        |
|                        | حزب آلمان                      | ۹۳۹٬۹۳۴    | ۳٫۹۶   | ۵      | ۱۲     | ۱۷     |        |        |
|                        | مرکزی                          | ۷۲۷٬۵۰۵    | ۳٫۰۷   | ۰      | ۱۰     | ۱۰     |        |        |
|                        | اتحادیه بازسازی اقتصادی        | ۶۸۱٬۸۸۸    | ۲٫۸۷   | ۰      | ۱۲     | ۱۲     |        |        |
|                        | راست                           | ۴۲۹٬۰۳۱    | ۱٫۸۱   | ۰      | ۵      | ۵      |        |        |
|                        | حزب آزادی اجتماعی رادیکال      | ۲۱۶٬۷۴۹    | ۰٫۹۱   | ۰      | ۰      | ۰      |        |        |
|                        | انجمن رای دهندگان شلسویگ جنوبی | ۷۵٬۳۸۸     | ۰٫۳۲   | ۰      | ۱      | ۱      |        |        |
|                        | جنبش مردمی اروپا آلمان         | ۲۶٬۱۶۲     | ۰٫۱۱   | ۰      | ۰      | ۰      |        |        |
|                        | حزب مردم راینیش-وستفالیا       | ۲۱٬۹۳۱     | ۰٫۰۹   | ۰      | ۰      | ۰      |        |        |
|                        | مستقل ها                       | ۱٬۱۴۱٬۶۴۷  | ۴٫۸۱   | ۳      | ۰      | ۳      |        |        |
| کل                     | کل                             | ۲۳٬۷۳۲٬۳۹۸ | ۱۰۰٫۰۰ | ۲۴۲    | ۱۶۰    | ۴۰۲    |        |        |
|                        |                                |            |        |        |        |        |        |        |
| آراء معتبر             | آراء معتبر                     | ۲۳٬۷۳۲٬۳۹۸ | ۹۶٫۸۸  |        |        |        |        |        |
| آراء نامعتبر/سفید      | آراء نامعتبر/سفید              | ۷۶۳٬۲۱۶    | ۳٫۱۲   |        |        |        |        |        |
| کل آراء                | کل آراء                        | ۲۴٬۴۹۵٬۶۱۴ | ۱۰۰٫۰۰ |        |        |        |        |        |
| رأی‌دهندگان ثبت‌نام کرده | رأی‌دهندگان ثبت‌نام کرده         | ۳۱٬۲۰۷٬۶۲۰ | ۷۸٫۴۹  |        |        |        |        |        |
| منبع: Bundeswahlleiter |                                |            |        |        |        |        |        |        |

## پسایند
شوماخر به صراحت از تشکیل ائتلاف بزرگ امتناع کرده بود و حزب خود را به سمت مخالف سوق داده بود (حزب تا دسامبر ۱۹۶۶ در آن جایگاه باقی ماند) و ریاست گروه پارلمانی سوسیال دموکرات را به عنوان رهبر اقلیت به عهده گرفت. در ۱۲ سپتامبر ۱۹۴۹، او در انتخابات ریاست جمهوری آلمان شکست خورد و در دومین رای گیری در رقابت با تئودور هویس، رئیس حزب دموکرات آزاد شکست خورد. شوماخر در ۲۰ اوت ۱۹۵۲ به دلیل زندانی شدن طولانی مدت در اردوگاه کار اجباری در دوران نازی درگذشت.
آدناوئر از همان ابتدا طرفدار تشکیل یک ائتلاف راست میانه کوچکتر بود. او که توسط فراکسیون اتحادیه نامزد شده بود، در ۱۵ سپتامبر ۱۹۴۹ با اکثریت مطلق ۲۰۲ رای از ۴۰۲ رای به عنوان اولین صدراعظم جمهوری فدرال آلمان انتخاب شد. آدناوئر اطمینان حاصل کرده بود که آرای نمایندگان عمدتاً سوسیال دموکرات برلین غربی به حساب نمی آید. در ۲۰ سپتامبر، او کابینه اول آدناوئر متشکل از وزرای اتحادیه ، دموکرات آزاد و حزب آلمان را تشکیل داد. او که به عنوان صدراعظم موقت انتخاب شد، تا سال ۱۹۶۳ این سمت را بر عهده داشت ، سه بار دیگر (در سال ۱۹۵۳، در سال ۱۹۵۷ و در سال ۱۹۶۱) مجدداً انتخاب شد.